# Markus Breitenecker

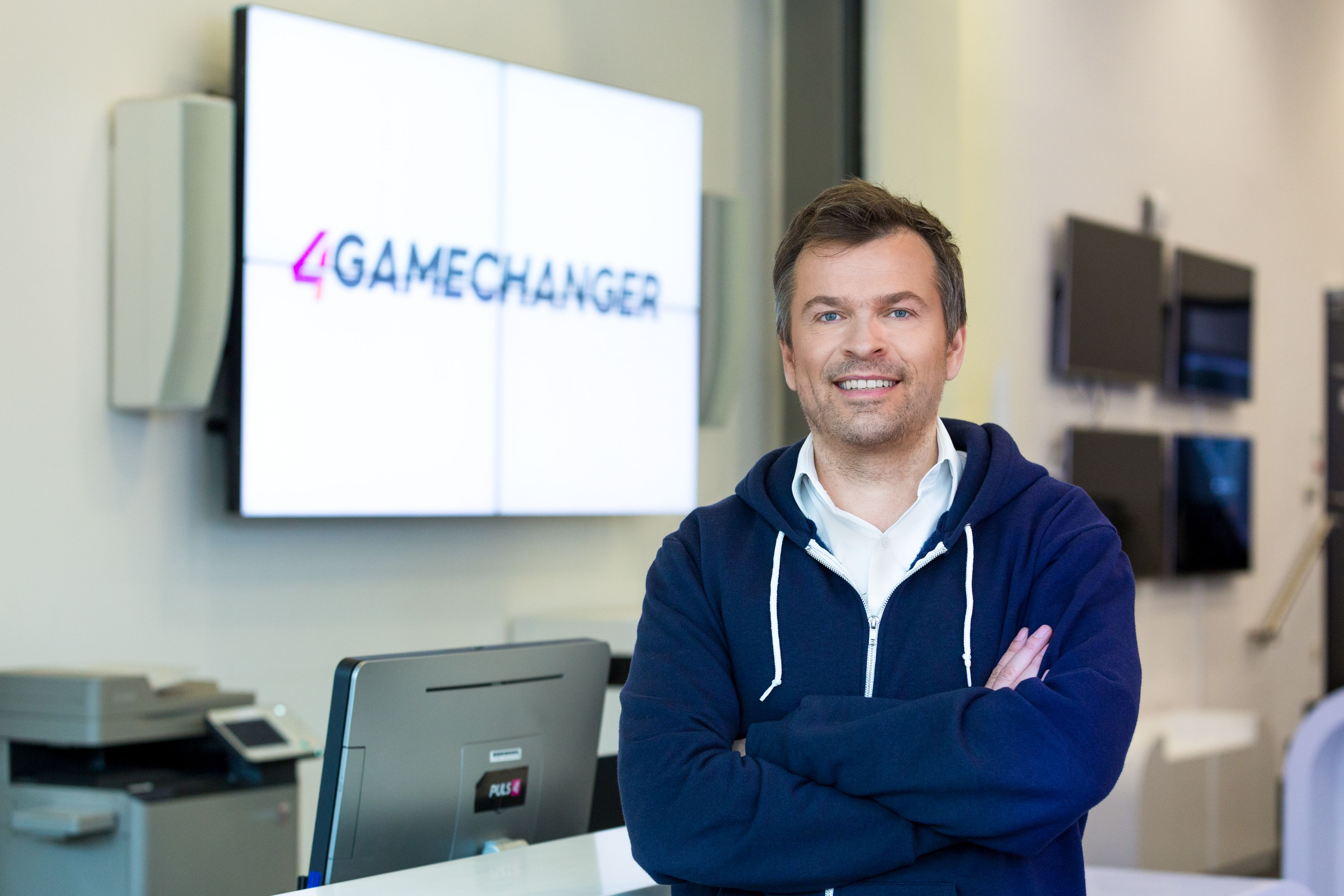
Markus Breitenecker (2018)

Markus Breitenecker (* 28. November 1968 in Wien) ist ein österreichischer Medienmanager. Er ist Geschäftsführer der Sendergruppe ProSieben/Sat1/Puls 4-Österreich.

## Leben
Markus Breitenecker wurde als Sohn des Universitätsprofessors und Pathologen Gerhard Breitenecker geboren und besuchte das Döblinger Gymnasium. Nach der Matura begann er ein Studium der Rechtswissenschaften an der Universität Wien, das er als Magister abschloss. Anschließend bildete er sich an der London School of Economics fort und war Assistent des damaligen Generalintendanten der Vereinigten Bühnen Wien Rudi Klausnitzer.
1996 wurde er Geschäftsführer des neu gegründeten Fernsehsenders Der Wetterkanal, bald darauf wurde er vom damaligen Vorstandsvorsitzenden von ProSieben Georg Kofler abgeworben. Seit der Gründung von ProSieben Austria im Jahr 1998 ist Breitenecker dort Geschäftsführer. 2007 übernahm er mit der ProSiebenSat1-Gruppe den Wiener Stadtsender Puls TV, der Sender wurde in Folge in Puls 4 umbenannt. 2017 kam zur ProSieben/Sat1/Puls4-Österreich-Gruppe auch der Fernsehsender ATV hinzu.
Von der Fachzeitschrift Der Österreichische Journalist wurde er 2013 und 2017 als Medienmanager des Jahres ausgezeichnet. Für die Programmidee zur Sendung 2 Minuten 2 Millionen – Die Puls 4 Start Up Show wurde er mit seinem Team im Rahmen der Romyverleihung 2015 mit einer Romy ausgezeichnet. 2017 wurde er von der Österreich-Sektion der International Advertising Association (IAA) im Rahmen der Effie-Verleihung zum Marketer des Jahres 2016 gewählt.
Vom Aufsichtsrat der ProSiebenSat.1 Media wurde er mit Wirkung zum 1. April 2024 in den Konzern-Vorstand nach Deutschland berufen, wo er gemeinsam mit dem Vorstandsvorsitzenden Bert Habets die Steuerung des Entertainment-Bereichs übernehmen soll.

## Auszeichnungen
- 2013 und 2017: Journalist des Jahres – Medienmanager des Jahres[9][8]
- 2015: Romyverleihung 2015 – Beste Programmidee für 2 Minuten 2 Millionen – Die Puls 4 Start Up Show[10]
- 2017: Austrian Chapter der International Advertising Association – Marketer des Jahres[11]
- 2017: Forum Media Planung – Mediapersönlichkeit des Jahres[15]
- 2018: Romyverleihung 2018 – Beste Programmidee für  Ninja Warrior Austria[16]

## Publikationen
- 2018: Change the Game: Wie wir uns das Netz von Facebook und Google zurückerobern, Markus Breitenecker gemeinsam mit Corinna Milborn, Brandstätter Verlag, Wien 2018, ISBN 978-3-7106-0267-2